# Ascidia matoya
Ascidia matoya is een zakpijpensoort uit de familie van de Ascidiidae. De wetenschappelijke naam van de soort is voor het eerst geldig gepubliceerd in 1949 door Tokioka.